# Borie
Pour les articles homonymes, voir Borie (homonymie).
Le terme borie a deux acceptions, l'une ancienne ou première, de « domaine agricole », d'« exploitation rurale », de « ferme » ou de « métairie », encore présente dans une bonne partie du Sud-Ouest (Dordogne, Lot, Aveyron, Cantal, Tarn, Tarn-et-Garonne, etc.) mais aussi en Provence ; l'autre, plus récente, de « cabane en pierre sèche », apparue dans une partie du Sud-Est (Bouches-du-Rhône, Vaucluse).

## Borie au sens d'«exploitation rurale»

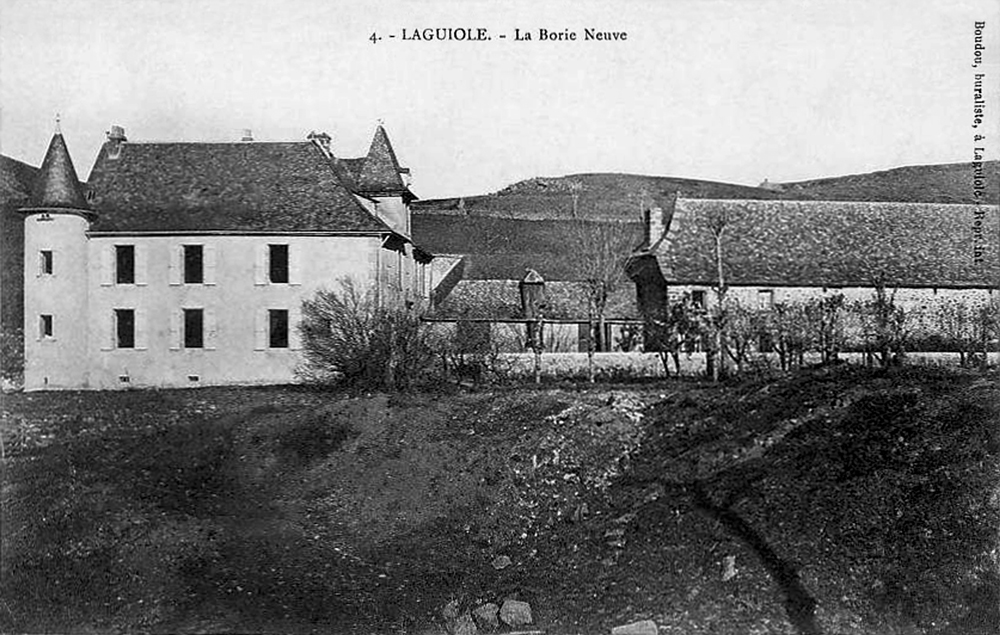
Lieu-dit La Borie neuve à Laguiole dans l'Aveyron, au début du XXe siècle.

Borie est la francisation du mot féminin bòria (avec un accent grave sur le o) désignant le domaine agricole, la ferme, dans la langue des Pays d'oc à l'ouest du Rhône ; la forme bòri (même remarque pour l'accent grave), propre à la Provence et que certains auteurs donnent comme masculine, est tombée en désuétude très tôt mais y perdure dans la toponymie et les textes de F. Mistral.
Bòri ne doit pas être confondu avec boli / bori (sans accent grave sur le o), qui désigne : 
1. le sédiment que forment l'huile et les autres liquides (Aubert, Dictionnaire des dialectes de Valensoles et des Mées, manuscrit, cité par S.-J. Honnorat, Dictionnaire provençal-français, 1846) ;
2. le bol d'Arménie, substance d'un brun rouge (Honnorat, op. cit.) ;
3. de la craie, sorte de pierre tendre, bonne à marquer, et dont les maçons et les ouvriers se servent pour tracer des lignes ;
4. un crayon de cire colorée utilisé pour marquer temporairement le bétail sur le poil ou la laine.

Dans son Dictionnaire occitan-français, Louis Alibert donne bòria comme signifiant « ferme, domaine agricole » et comme synonyme de bòrda, granja, mas, capmàs. Boriassa est une grosse ferme et borieta une petite ferme. Boriaire est l'habitant d'une ferme, un fermier.
L'ethnologue Maurice Robert donne à borio le sens de « domaine important isolé », et de « maison » en Basse-Auvergne.
« Borie » est présent dans la littérature régionale. Quand Jean Carrière, dans L'Épervier de Maheux, décrit le Haut-Pays des Cévennes avec ses « bories aux murailles de forteresse […], enfouies au plus profond des combes, ou tapies dans quelque trou […] [avec leurs] pièces du rez-de-chaussée presque toujours pris dans le flanc de montagne, ou adossé contre le versant le mieux abrité de la cuvette », il dépeint les fermes rébarbatives de ce pays.
De même, quand tel habitant d'Ayssènes près de Saint-Affrique (Aveyron) déclare que « les boryes sont toutes trabessudes » (c'est-à-dire à flanc de montagne), il s'agit également de maisons de fermes.
Enfin, Frédéric Mistral, dans son discours de la Sainte-Estelle du 24 mai 1882, ne disait-il pas : « E se voulés que rèston, aqueli païsan, dins si vilage e dins si bòri… » (« Et si l'on veut que ces paysans restent dans leur village et dans leur ferme »).

### Définitions
Marcel Lachiver, dans son Dictionnaire du monde rural, donne un aperçu des emplois anciens du terme et de ses variations :
- « Dans le Midi, exploitation où le labour se fait avec des bœufs ;
- dans le Massif central, l'Aquitaine, exploitation agricole et plus particulièrement ses bâtiments.
- dans les montagnes de Basse-Auvergne, domaine de plusieurs dizaines de sétérées[8], au XVIIIe siècle.
- au XVe siècle, biens fonciers d'un citadin, dans la même région ».

À ces définitions rencontrées par l'auteur dans des revues savantes, on peut ajouter celle donnée par Paul Cayla dans son Dictionnaire des institutions, des coutumes et de la Langue en usage dans quelques pays de Languedoc de 1535 à 1648 (l'Aude actuelle) :

« Groupement de parcelles de terres cultivables avec pour centre un ensemble de bâtiments d'exploitation et d'habitation. La borie devrait être considérée comme une unité de culture d'où son possesseur devait tirer toutes les ressources nécessaires à sa vie familiale ; elle était le plus souvent exploitée directement par un agriculteur tenancier à emphytéose de ce bien rural […]. […] on voit donc que la borio doit se suffire à elle-même ; on ne doit donc pas s'étonner de les voir isolées et former des cellules rurales. »

### Usage comme toponyme et patronyme
Dans sa carrière multiséculaire, borie / bòria a donné naissance à des noms de lieux-dits ou de quartiers, tels La Borie, Les Bories, et leurs dérivés, La Boriette, La Bouriette (occitan borieta), La Bouriotte (occitan boriota). L'appellatif se trouve souvent accompagné d'une épithète : La Borie neuve, La Borie nouvelle, La Borie noble, La Borie blanque, La Borie basse, etc.
L'appellatif est passé également à l'habitant, d'où les patronymes Borie, Laborie, Bory.

### Étymologie
Deux étymologies ont été proposées pour bòria :
- le terme serait un produit du bas latin bo(v)aria, « étable à bœufs » (dérivé en -aria de bovis, bœuf), mais le latin bo(v)aria aurait dû aboutir à boièra, boièra, boièira selon les lois de la phonétique et non bòria, bòira ; tout comme le bas latin bo(v)arius, « bouvier », a donné l'ancien français boier[10] ;
- le terme serait issu du bas latin du Ve siècle, borium (au pluriel boria), emprunt au germanique būri̭- cabane, à rapprocher de buron de même origine[11].

### Évolution récente
Aujourd'hui, l'acception première de borie / bòria tend à s'estomper du fait du déclin de la société rurale et des langues vernaculaires dans le Midi de la France, mais non sans entrer en conflit avec l'acception nouvelle de « cabane de pierre sèche », diffusée par la littérature et les officines touristiques.

## Borie au sens de «cabane en pierre sèche»

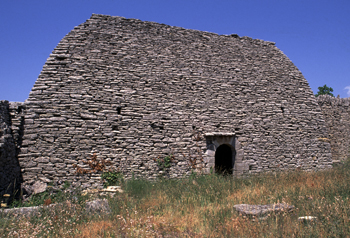
Grande nef en forme de carène renversée à Gordes (Vaucluse), appelée « cabane » par les gens du pays jusque dans les années 1970, puis « borie » par les touristes.

Le terme « borie », dans la langue touristique relative à la Provence, désigne une cabane en pierre sèche qui servait de grange, d'écurie ou d'habitation saisonnière à un agriculteur du XIXe siècle dans une parcelle foraine (sur une autre commune) ou trop éloignée de sa ferme.

### Étymologie

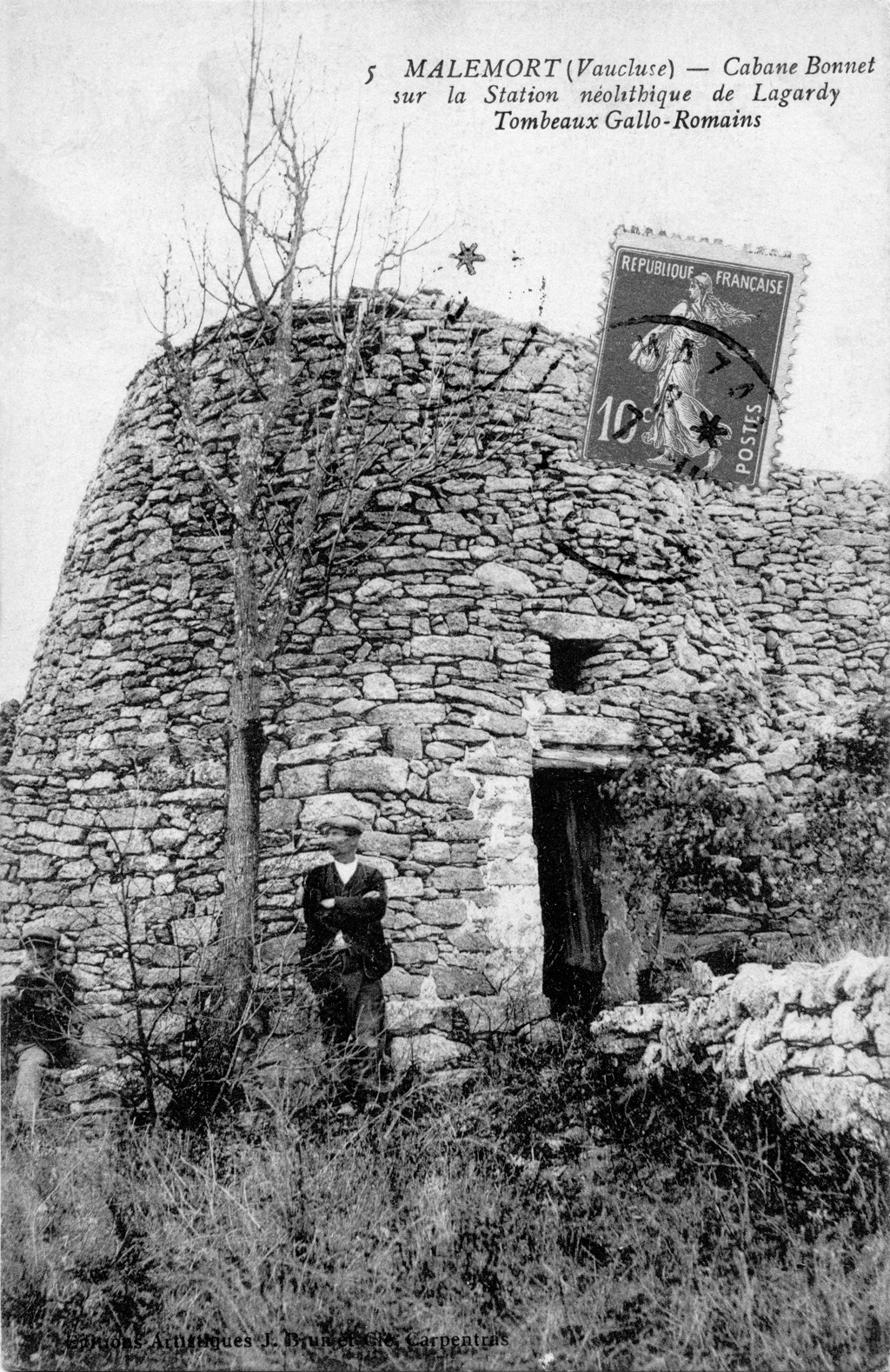
La « cabane Bonnet » à Malemort-du-Comtat, Vaucluse (carte postale du début du XXe siècle).

Le terme est la francisation du terme provençal bòri (cf l'occitan bòria) employé au XIXe siècle dans le sens péjoratif de « masure », de « cahute » (comme l'indique Frédéric Mistral dans son Tresor dòu Felibrige) et ce après avoir désigné une ferme, une métairie ou un domaine rural dans les Bouches-du-Rhône aux XVIIe et XVIIIe siècles ainsi que l'attestent la toponymie et les documents d'archives (il existe ou existait des lieux-dits Les Borrys dans le Vaucluse, à Buoux et à Mérindol).
Le mot « borie », pris dans l'acception nouvelle de cabane en pierre sèche, a été popularisé par des érudits provençaux de la seconde moitié du XIXe siècle et du début du XXe siècle pour habiller archéologiquement un objet d'étude purement ethnologique et par trop contemporain. Ainsi, au début du XXe siècle, David Martin se rendant dans les cafés villageois pour poser la question suivante : « Comment appelez-vous les cabanons pointus de la colline ? » ; comme on lui répondait « ce sont des agachons ou postes de chasse », il répliquait : « Ces cabanons ne sont pas des agachons […] Il doit y avoir un autre nom plus ancien. »
Les vestiges d'un habitat rural saisonnier ou temporaire en pierre sèche que leurs propriétaires villageois ou forains avaient appelés jusque-là « cabanes » et « cabanons », se sont vu attribuer une appellation obsolète qui, en Provence, ne s'était appliquée qu'à l'habitation permanente et qui ne subsistait plus qu'à l'état de rares toponymes. Le terme a été repris par Pierre Desaulle dans les années 1960 avec son livre Les Bories de Vaucluse, par Pierre Viala, créateur du « Village des bories », dans les années 1970, et enfin par le parc naturel régional du Luberon dans les années 1990 avec le livre Bories.
La vogue du mot a même gagné le Périgord dans les années 1970, non sans y entrer en conflit avec l'acception d'« exploitation rurale », de « ferme isolée », à laquelle il était cantonné jusque-là dans cette région, et en concurrençant le terme vernaculaire chabano ou chebano.
Nouvelle vicissitude, le terme « borie » a été appliqué en 2008 aux cabanes en pierre sèche des Alpes-Maritimes par l'auteur d'un livre qui leur est consacré, occultant de ce fait les appellations vernaculaires de cabana (féminin) et de chabot (masculin).
Les milieux occitanistes provençaux, en la personne de Jean-Yves Royer, se sont élevés contre l'emploi des termes provençaux lo bòri et la bòria dans le sens inventé de « cabane en pierre sèche ».

### Aire de répartition
Les bories (au sens générique moderne de cabanes en pierre sèche) se rencontrent communément dans le quart sud-est de la France, notamment en Vaucluse et dans les Bouches-du-Rhône.
Nombre de communes de Vaucluse comportent des cabanes en pierre sèche : Bonnieux (plus de 200), Buoux, Ménerbes, Murs, Saignon, Saumane, Venasque (240), Viens, Villes-sur-Auzon, etc.
Un quartier éloigné de Gordes (Vaucluse), dénommé les Savournins-Bas sur le cadastre napoléonien et encore appelé familièrement « Les Cabanes » par les habitants du cru dans les années 1970, est devenu en 1976 un musée de plein air de ce type de constructions sous l'appellation « Village des bories ». Avant celui-ci, aucun toponyme « Les Boris / Bories » en Provence ne désignait un lieu où se trouvent des cabanes en pierre sèche.
Dans les Bouches-du-Rhône, on en trouve à Cornillon-Confoux, Eguilles, Grans, Jouques, Miramas, Rognes, Salon-de-Provence, etc.
Dans les Alpes-de-Haute-Provence, le terme « borie » n'a pas remplacé l'appellation imagée de « cabanon pointu », popularisée par les cartes postales de la première moitié du XXe siècle, à propos des cabanes rencontrées dans une zone allant des alentours de Forcalquier et Mane à l'est jusqu'à Apt à l'ouest (en Vaucluse).

### Période de construction

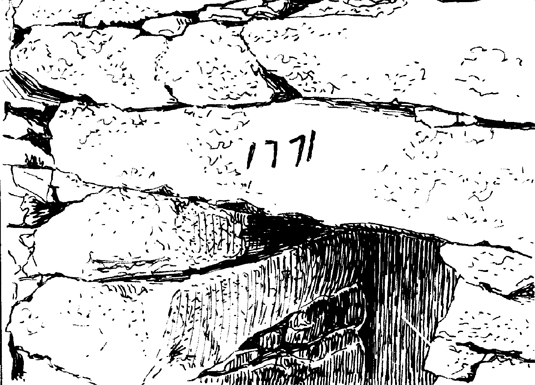
Millésime 1771 gravé sur le parement du linteau d'une borie ou cabane à Grans (Bouches-du-Rhône).

Certains érudits du XIXe siècle les ont fait remonter — sans preuves archéologiques ni archivistiques véritables et en dépit de la faible longévité hors sol de toute maçonnerie sans mortier — qui au Néolithique, qui aux Ligures, qui aux Vaudois du Luberon.
Celles que nous pouvons observer aujourd'hui datent pour la plupart de la seconde moitié du XVIIIe  et du  XIXe siècle, et ne sont pas en tout cas antérieures au XVIIIe siècle. Construites généralement aux marges des terroirs, lors des grands défrichements de la fin de l'Ancien Régime et d'après la Révolution — qui seuls ont pu livrer les gigantesques masses de pierre nécessaires à leur édification —, elles ont servi d'habitations saisonnières, de granges-fenils, de bergeries, d'abris temporaires aux villageois ou aux forains (au sens d'habitants d'un village ayant des parcelles sur une autre commune que la leur).

### Architecture
En forme de ruche ou de nef pouvant atteindre plusieurs mètres de hauteur, les bories ou cabanes en pierre sèche font appel pour leur construction à des techniques bien particulières.

#### Techniques de construction
On connaît bien l'arche ou la voûte en plein cintre : chaque pierre y est coincée entre ses deux voisines et ne peut donc pas tomber. Mais cette technique nécessite des cintres en bois. Du fait de son coût, elle est exclue pour des constructions aussi humbles que les cabanes en pierre sèche.

##### L'encorbellement
C'est ici qu'intervient la technique de l'encorbellement : des pierres plates, soit brutes, soit parfois retaillées, sont posées à plat l'une sur l'autre et légèrement inclinées vers l'extérieur de la construction, chaque pierre s'avançant un peu vers l'intérieur par rapport à la précédente. Cette technique, qui fait l'économie d'un cintre en bois, était à la portée des paysans auto-constructeurs, s'ils disposaient des dizaines de tonnes de pierres nécessaires à ce type d'ouvrage (les textes anciens montrent toutefois l'existence de maçons spécialisés dans l'art de la pierre sèche).
La technique de l'encorbellement permet deux grandes solutions : 
- celle des assises circulaires ;
- celle des assises rectilignes.

##### Assises circulaires
Dans une assise circulaire, chaque pierre étant inclinée vers l'extérieur est contrebutée par ses deux voisines et ne peut donc pas basculer vers l'intérieur de la construction.
Cette solution se rencontre dans des abris de cultivateur ou des couvertures de puits, mais le plan circulaire limite la taille de la construction.

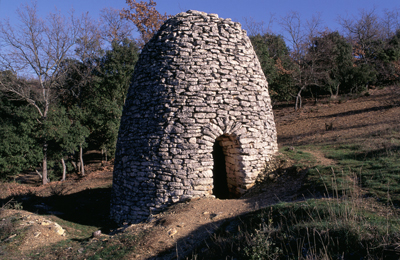
Cabane à voûte d'encorbellement sur plan circulaire à Bonnieux (Vaucluse).
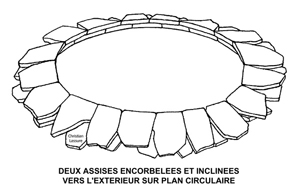
Construction sur plan circulaire.
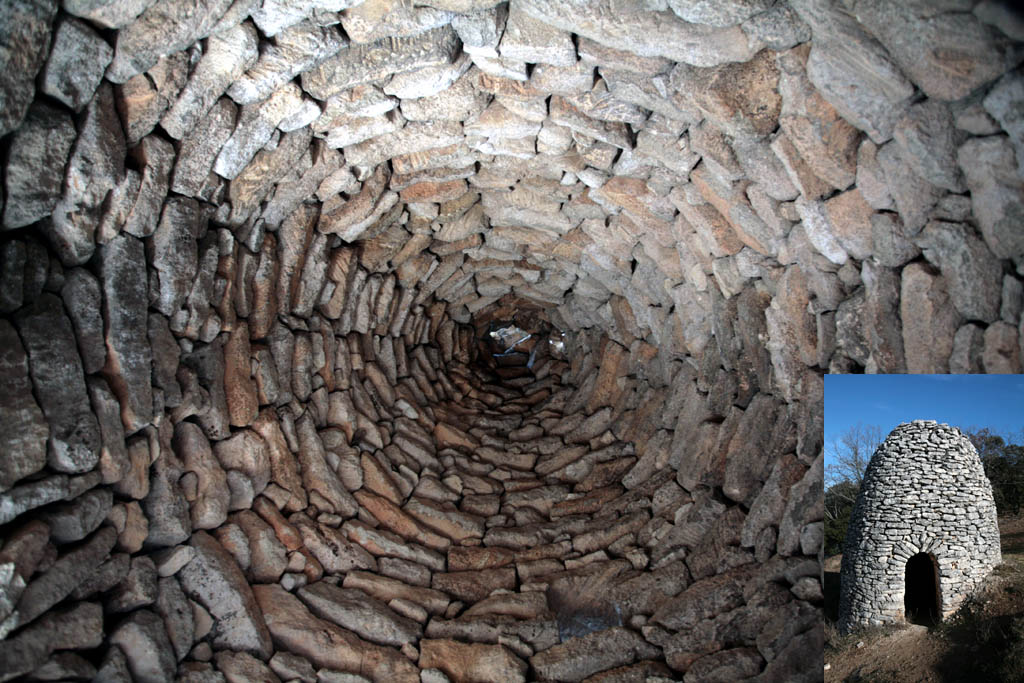
Intrados d'une voûte d'encorbellement sur plan circulaire.

##### Assises rectilignes
Les grands édifices en pierre sèche à usage de grange-fenil ou de bergerie qu'on rencontre dans la région de Gordes sont en forme de nef et présentent un volume intérieur plus utilisable pour l'engrangement ou le séjour des bêtes.
Les murs sont montés de façon que leur centre de gravité reste dans les limites de leur surface d'appui au sol, pour éviter le basculement. Ils utilisent de longues dalles disposées en boutisses (pour solidariser les parements) et légèrement inclinées vers l'extérieur.

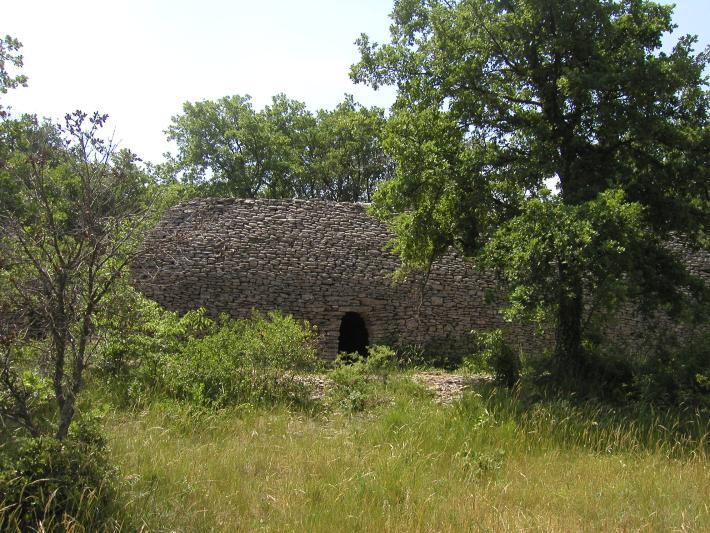
Grande nef en pierre sèche à La Roque-sur-Pernes (Vaucluse).
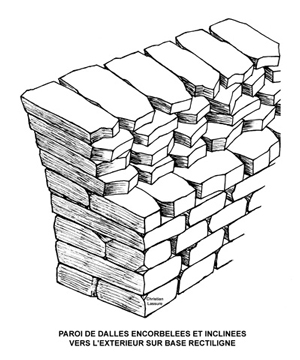
Construction sur plan rectiligne.
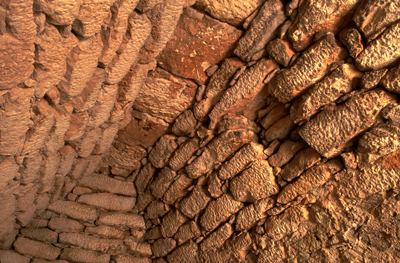
Voûtement d'une nef en forme de carène renversée à Ménerbes (Vaucluse).

#### Demi-nef à Gordes
Sur la route allant de Gordes à Sénanque, on voit un édifice en pierre sèche, en forme de demi-nef ouverte sur l'avant et exhibant la structure de sa construction : deux encorbellements symétriquement opposés, faits de dalles inclinées vers l'extérieur et coiffés par un plafond de grandes dalles inclinées d'un seul côté. L'édifice servait à abriter une charrette que l'on rentrait à reculons. La tête du mur de droite est un témoignage éloquent du procédé dit de la « clé » horizontale : la queue d'une boutisse non parpaigne d'un parement est prise en tenaille par les queues de deux boutisses non parpaignes du parement opposé, l'une en dessous, l'autre au-dessus, formant ainsi une sorte de « clé » ou d'« assemblage en tenaille ». On remarque aussi le plafond de grandes dalles posées à cheval sur le haut des deux parois opposées, ainsi que l'inclinaison de ces dalles sommitales d'un seul côté de façon que l'eau de pluie ne pénètre pas à l'intérieur.

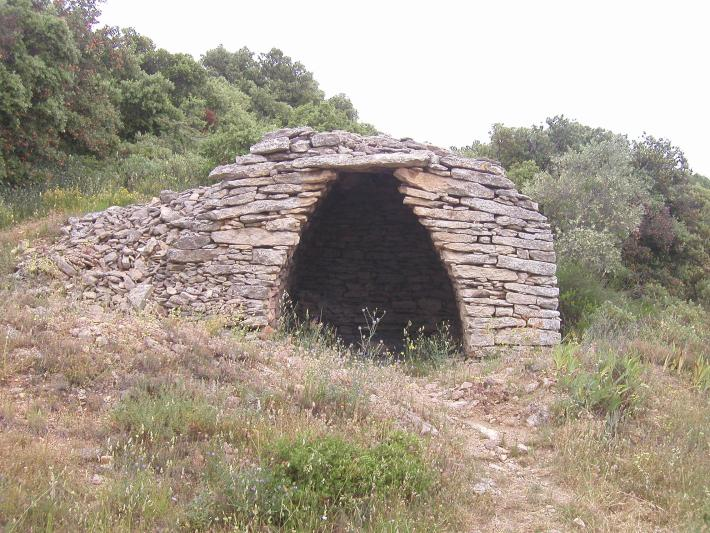
Remise à charrette bâtie sur le principe des encorbellements symétriquement opposés.
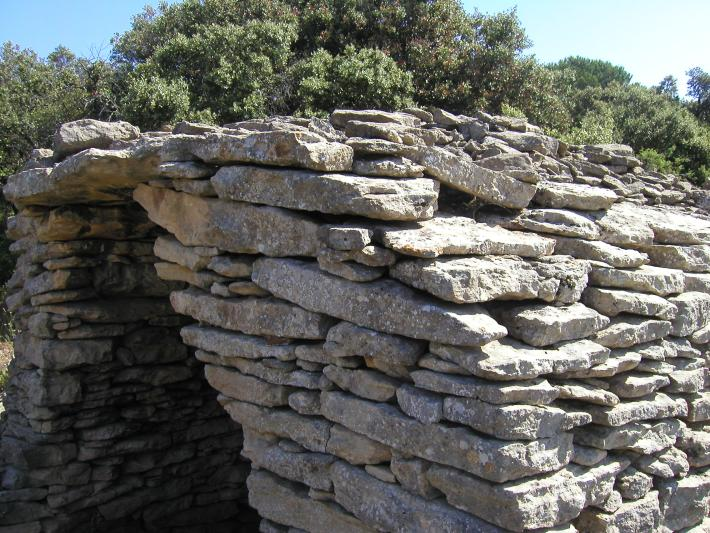
Haut de l'encorbellement de droite avec ses « clés » horizontales.
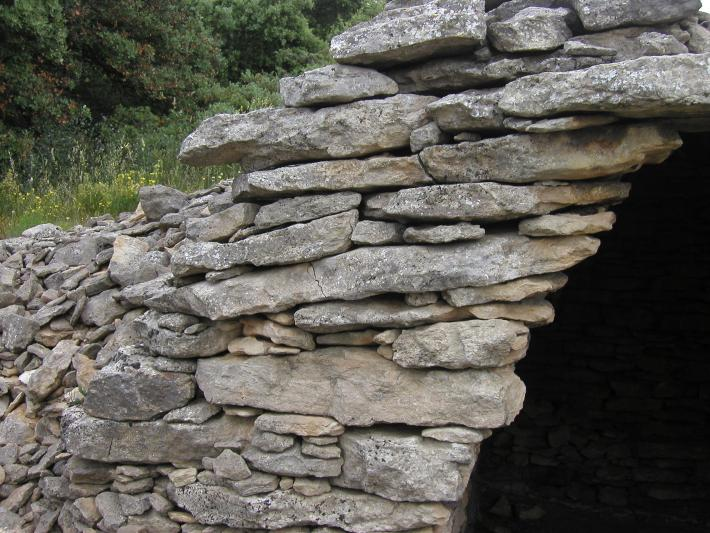
Haut de l'encorbellement de gauche.

#### Borie à La Roque-sur-Pernes
Sur les hauteurs de La Roque-sur-Pernes, au lieudit Clapeyrouse, au bord de la route départementale 54, on peut observer un alignement de deux grandes cabanes en pierre sèche en forme de nef, disposées l'une à la suite de l'autre.
La première est intacte et mesure extérieurement 16 mètres de longueur pour 6,60 mètres de largeur et 4,25 mètres de hauteur. Son entrée s'ouvre au milieu d'un des côtés longs. L'intérieur est divisé en trois pièces communicantes par deux refends.
La seconde a vu sa partie antérieure démontée pour en récupérer les pierres, ce qui permet d'en voir la coupe transversale et de constater l'épaisseur considérable des parois en encorbellement. Cette cabane est en voie d'effondrement comme l'indique le dévers (l'inclinaison) des pierres qui sont en train de basculer vers l'intérieur (au lieu d'être inclinées légèrement vers l'extérieur).

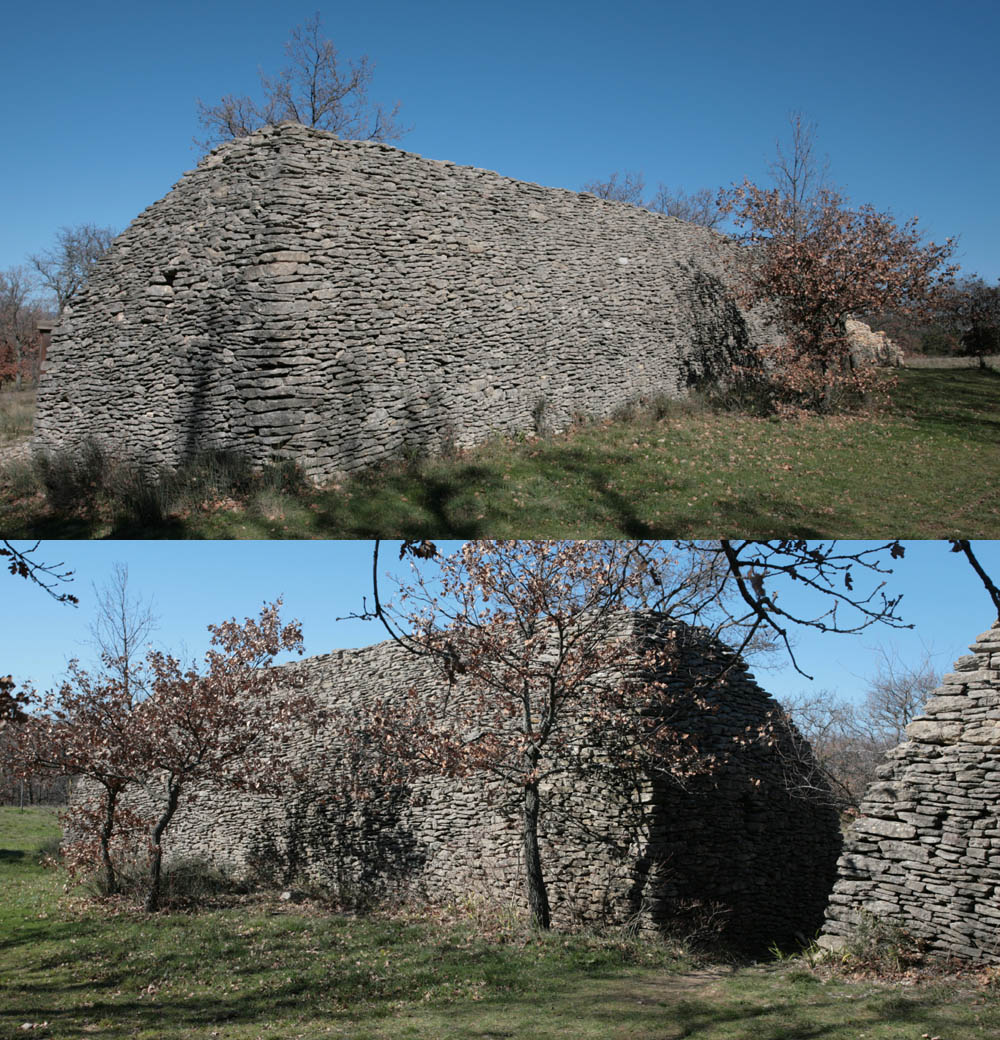
Deux vues de la première nef.
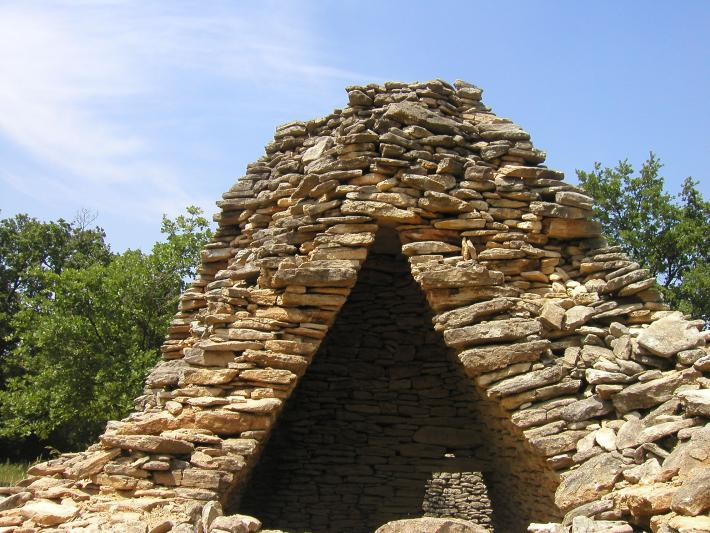
Deuxième nef en voie d'effondrement.
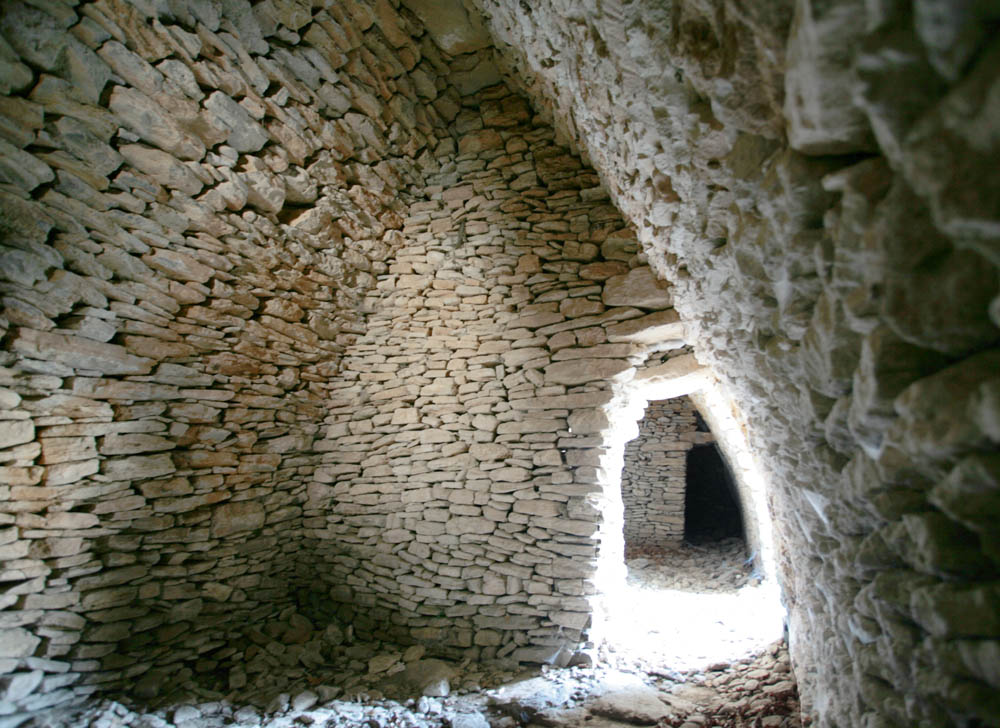
L'intérieur de la première nef.

#### Les entrées
Les entrées sont en général étroites et basses.
Elles sont couvertes pour la plupart d'une dalle en guise de linteau (avec une deuxième dalle à l'arrière faisant office d'arrière-linteau).
La fragilité du linteau a conduit parfois le maçon à ménager un système de décharge :
- soit un vide carré ou rectangulaire réservé au-dessus du linteau grâce à une dalle posée sur des billettes de chaque côté (vide qui sert également de jour pour l'intérieur du bâtiment lorsque la porte est fermée) (cf. la photo supérieure ci-contre à gauche) ;
- soit ce même dispositif soulagé à son tour par un carré ou un rectangle de décharge plus petit (cf. la photo inférieure ci-contre à gauche).

Plus rarement, on peut rencontrer un arc clavé en moellons (cf. la photo supérieure ci-contre à droite).
Dans certains cas, l'entrée est dotée d'un encadrement de pierres taillées avec feuillure, généralement prélevé sur un bâtiment démoli (maison de village, château) : l'intérêt de cette solution est de faciliter la pose d'une porte de fermeture en bois (cf. la photo inférieure ci-contre à droite).
Parfois, un alignement de lauses en saillie juste au-dessus du linteau ou de l'arc peut faire office de larmier (cf. la photo inférieure ci-contre à droite).

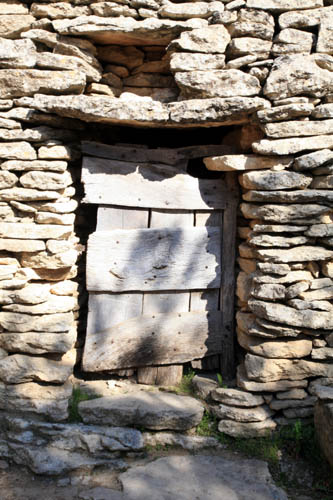
Entrée à linteau avec rectangle de décharge à Gordes (Vaucluse).
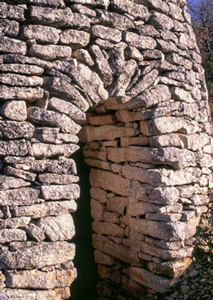
Arc clavé en moellons d'une entrée à Bonnieux (Vaucluse).
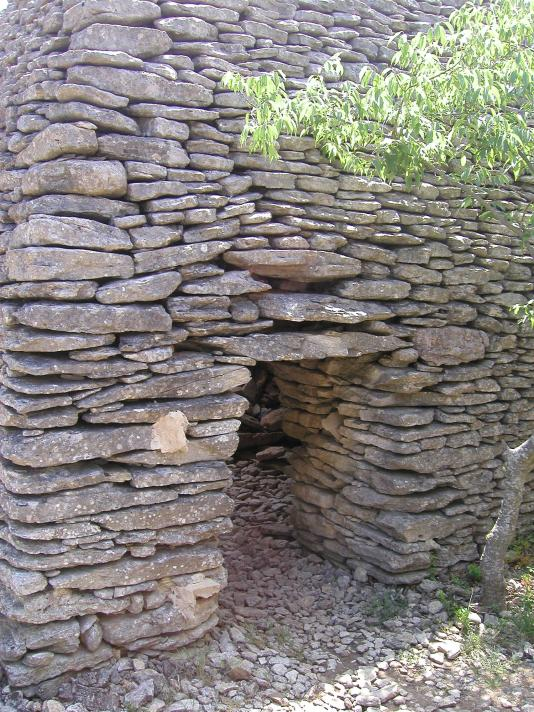
Entrée d'une nef avec système double de décharge au-dessus du linteau à La Roque-sur-Pernes (Vaucluse).
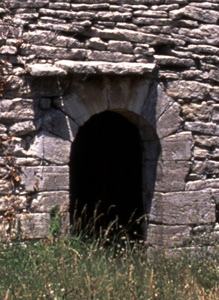
Encadrement de remploi en pierre de taille à Gordes (Vaucluse).

#### Le «Village des bories»

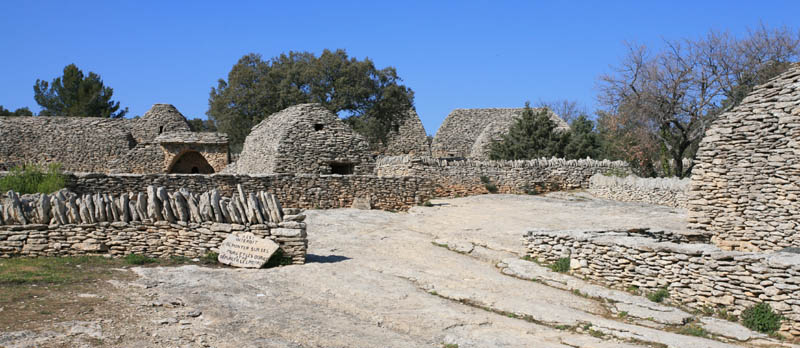
Le site du « Village des bories ».

Situé à 1,5 km à vol d’oiseau à l’est du village de Gordes, le musée de plein air ainsi désigné n’est autre que le lieu-dit Les Savournins-Bas si l’on se reporte aux cadastres napoléonien comme actuel.
Les habitants de Gordes appelaient familièrement « Les Cabanes » ce quartier éloigné. Il n’y avait ni église, ni mairie, ni école.
Abandonné à la fin du XIXe siècle, le lieu-dit fut racheté et restauré entre 1969 et 1976 par Pierre Viala pour en faire le site muséographique que l’on connaît.
Inscrit sur l’Inventaire supplémentaire des monuments historiques en 1978, il est aujourd’hui géré par la municipalité de Gordes.

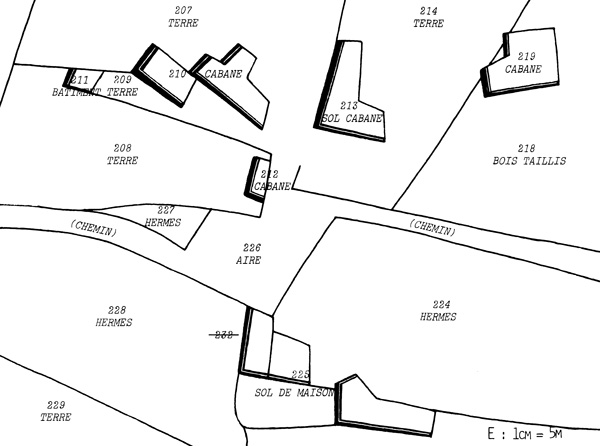
Les Savournins-Bas sur le cadastre napoléonien.

L’ensemble comporte sept groupes de cabanes en pierres sèches dont le principe a été élaboré par le restaurateur du site. Par « groupe », il faut entendre la réunion de plusieurs bâtiments liés entre eux sous le rapport de la parcelle d’inclusion, de la disposition des lieux et surtout de la complémentarité fonctionnelle. Une répartition qui fait abstraction de la propriété réelle des parcelles et des édifices.
Le cadastre de 1809 fait état de « cabane » pour les édifices intacts et de « sol de cabane » pour les édifices ruinés. Sur les parcelles se pratiquaient une polyculture méditerranéenne (céréales associées à l’olivier, l’amandier, le murier, etc.), à laquelle s’ajoutaient l’élevage d’ovins, l’apiculture et l’élevage du ver à soie, sans oublier le travail du cuir à façon (abondants vestiges de semelles).
La présence de dix-sept « nefs en forme de carène renversée » parmi la trentaine de bâtiments, donne à l’ensemble une certaine homogénéité architecturale. Du point de vue constructif, il s'agit d'un édifice de plan rectangulaire et en forme de carène renversée, consistant en quatre encorbellements symétriquement opposés deux à deux. Du point de vue fonctionnel, c’est un bâtiment polyvalent se prêtant à de multiples utilisations et réutilisations : grenier à grain, grange à paille, étable-bergerie, magnanerie, resserre, habitation saisonnière (voire permanente), etc.
Cette concentration de carènes renversées s’explique sans doute par la conjugaison des nécessités agricoles et des facteurs géologiques et lithographiques locaux aux XVIIIe et XIXe siècles (la seule vaisselle rencontrée sur le site est de la vaisselle commune datant de cette période).

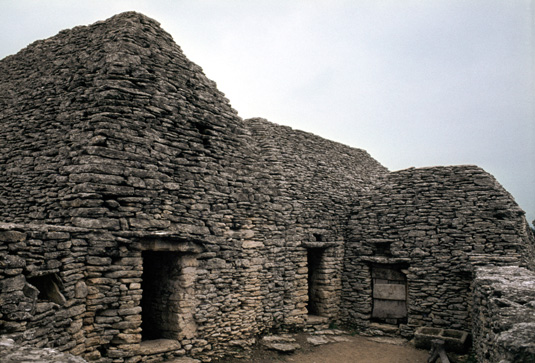
Le « groupe 4 » selon Pierre Viala, avec, de gauche à droite, habitation, étable-bergerie, resserre.
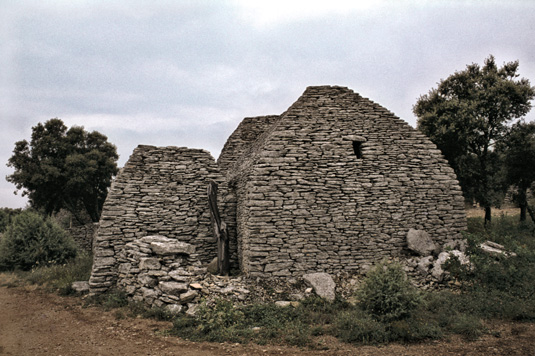
Le « groupe 4 » selon Pierre Viala, vue de l'arrière de la resserre et de l'étable-bergerie.
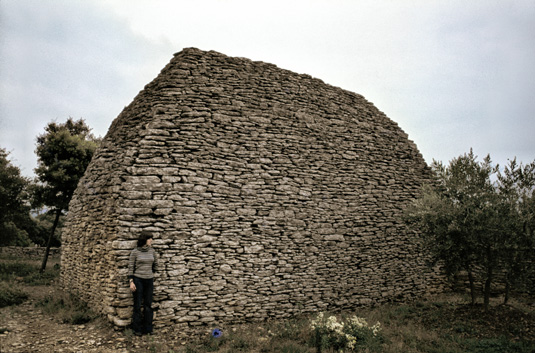
Le « groupe 4 » selon Pierre Viala, pignon et long côté de la nef correspondant à l'habitation.
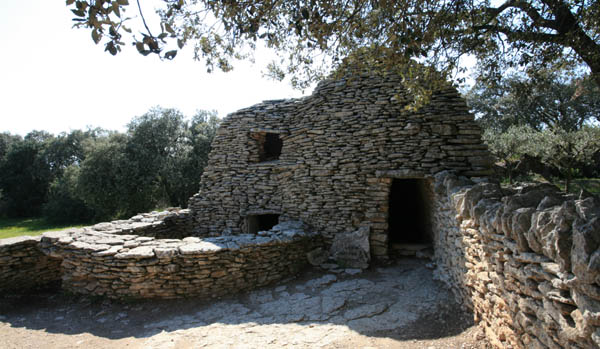
Sous-ensemble ouest du « groupe 2 » de la classification Viala (parcelle 211 au cadastre ci-dessus).

### Philatélie
Un timbre représentant une borie en pierre sèche, d'une valeur de 0,53 euro a été émis par la poste en 2005. Il fait partie du bloc Portraits de régions : La France à voir 2005 ; il porte le n° YT 3823.